# Bad Holzhausen
Bad Holzhausen is een dorp en kuuroord in Duitsland, in de deelstaat Noordrijn-Westfalen in de gemeente Preußisch Oldendorf. Het dorp telde in 2007 3.514 inwoners.
Het is de enige plaats in de gemeente met een spoorwegstation, Station Bad Holzhausen, t/m 2019 geheten: Station Holzhausen-Heddinghausen. Er stopt ieder uur een stoptrein op de lijn van Bünde naar Rahden v.v . Een belangrijke west-oost-route voor autoverkeer is de Bundesstraße 65, die door het dorp loopt.
In 1033 werd Holzhausen voor het eerst vermeld in een document van keizer Koenraad II.
In 1843 werden Holzhausen en Heddinghausen (dat bezuiden de spoorlijn aan Holzhausen is vastgebouwd) één gemeente, die tot de inlijving begin 1973 bij Preußisch Oldendorf bestond.
In december 2007 werd het dorp een kuuroord (staatlich anerkanntes Heilbad) en is sindsdien gerechtigd, het woordje „Bad“ aan het begin van de plaatsnaam toe te voegen.
Er is een sinds 1713 als Heilquelle aangeduide mineraalwaterbron. Het slechts weinig keukenzout maar vrij veel sulfaat en calcium bevattende bronwater zou degene, die het drinkt, kunnen genezen van diverse ziekten aan het maag-darmstelsel.
De meeste kuuroorden hebben een Haus des Gastes dat voor allerlei doeleinden, o.a. informatievoorziening, als restaurant, casino, concertzaal, museum voor beeldende kunst, hotel, apotheek, gymzaal, of als artsen- of fysiotherapiepraktijk kan dienen. Dit verschilt van plaats tot plaats. In Bad Holzhausen is een oud, kasteelachtig landhuis, het voormalige, in 1558 gebouwde en in 1866 gerenoveerde Rittergut Holzhausen, (met eromheen een 5 ha groot, vrij toegankelijk Kurpark) als zodanig in gebruik genomen. Het is vooral als concertzaal en museum in gebruik.
Het kuuroord is vooral gericht op reeds wat oudere bezoekers en/of aan stressverschijnselen of maag/darmproblemen lijdende patiënten, die niet alleen genezing, maar ook rust zoeken. Onderdak wordt vooral in kleinschalige pensions en in vakantiehuisjes aangeboden.
Het dorp, gelegen in het Wiehengebergte, is ook een schilderachtige watermolen rijk, te weten de watermolen Holzhausen - Hudenbeck, in het Kurpark, behorend bij het landgoed, waarvan het hoofdgebouw thans Haus des Gastes is; daterend uit 1529; het huidige gebouw dateert echter uit 1888, met klein molenmuseum. De molen is gereconstrueerd aan de hand van oude bouwtekeningen, foto's e.d. en is als korenmolen maalvaardig. Op zondagmiddagen tussen Pasen en de herfstvakantie van de scholen is de molen te bezichtigen.
Er zijn in het dorp en de aan landschaps- en natuurschoon rijke omgeving veel wandel-, fiets- en Nordic-Walking-routes uitgezet.

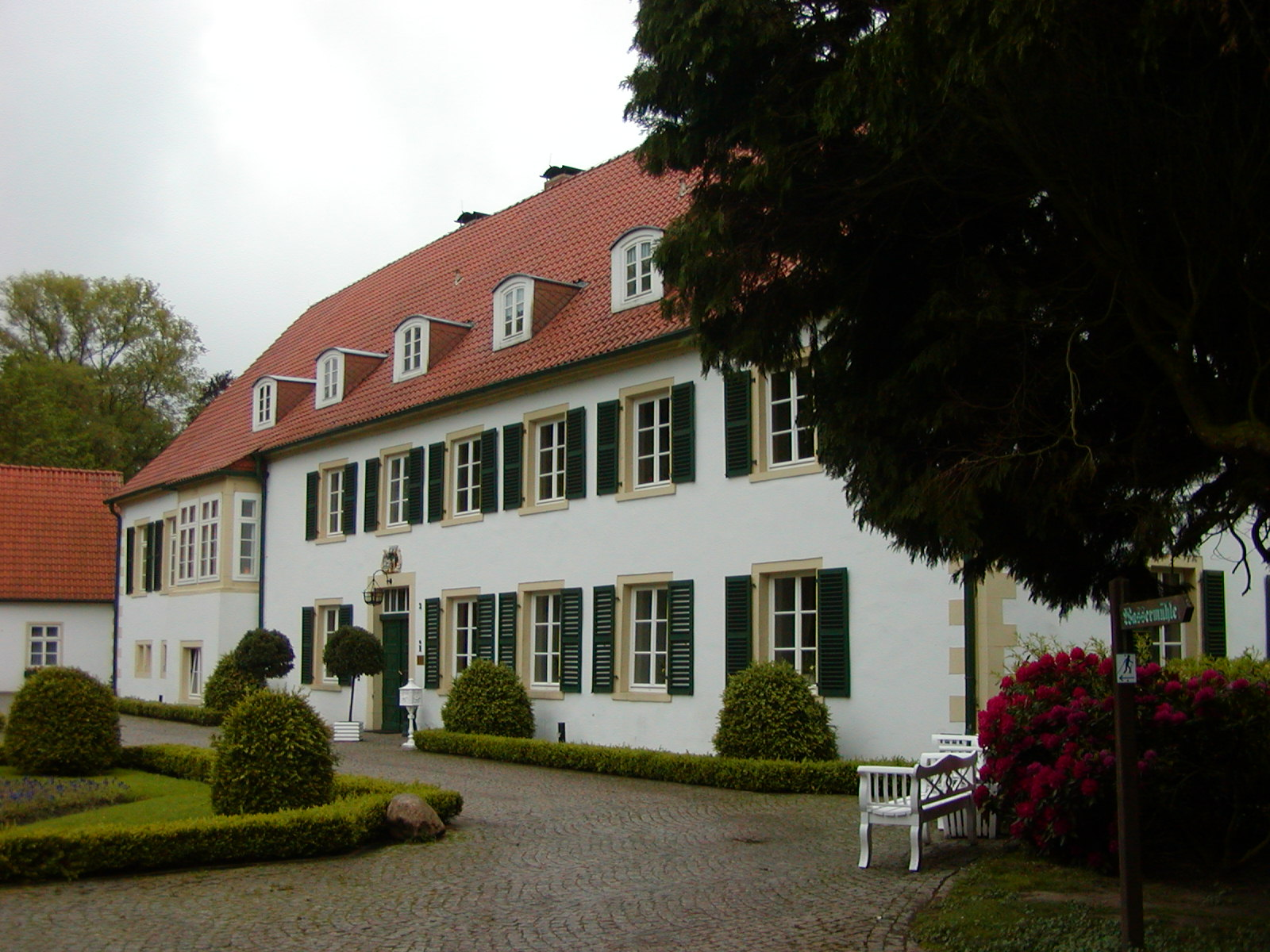
V.m. Rittergut Holzhausen, thans Haus des Gastes
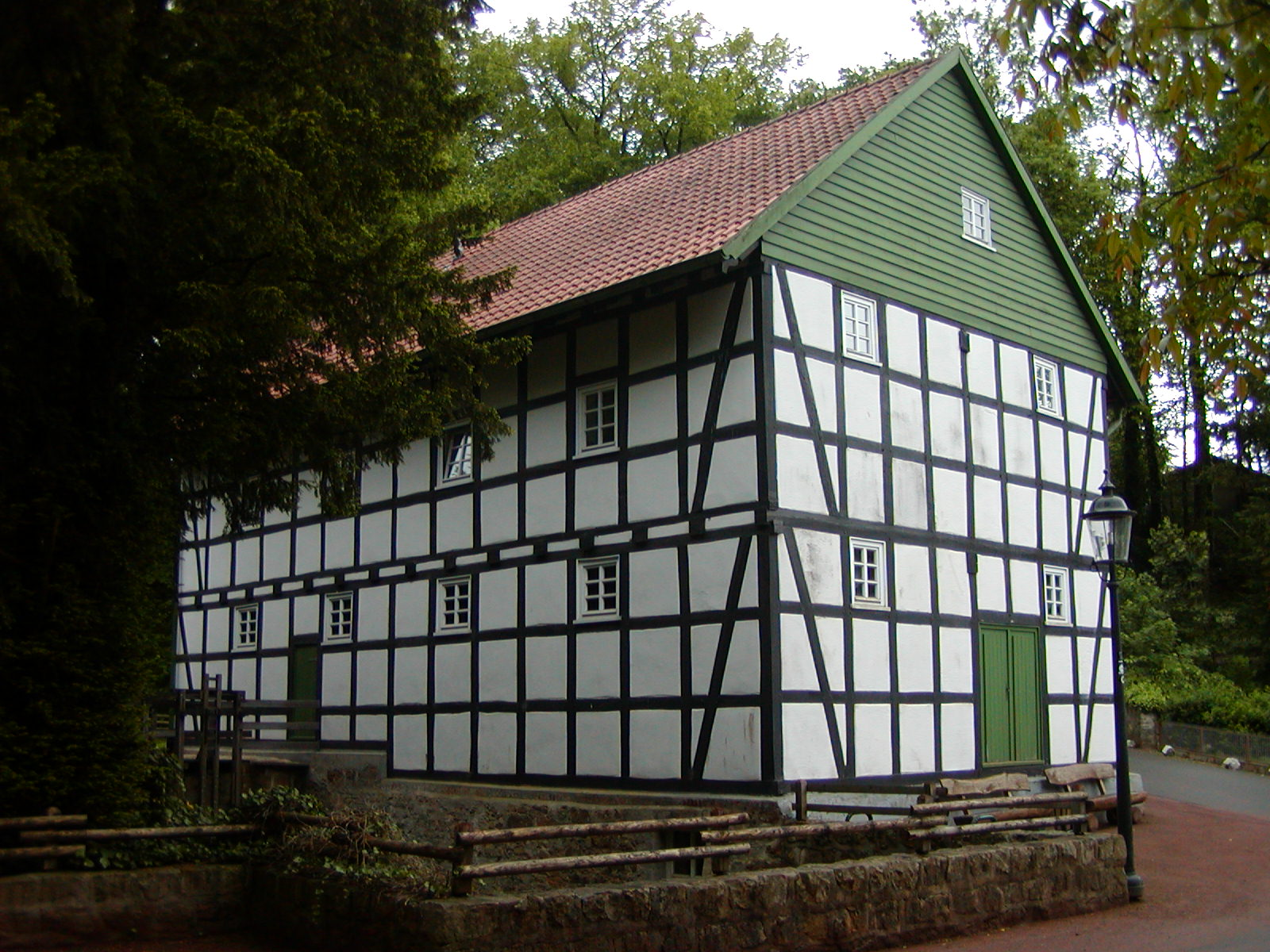
Watermolen
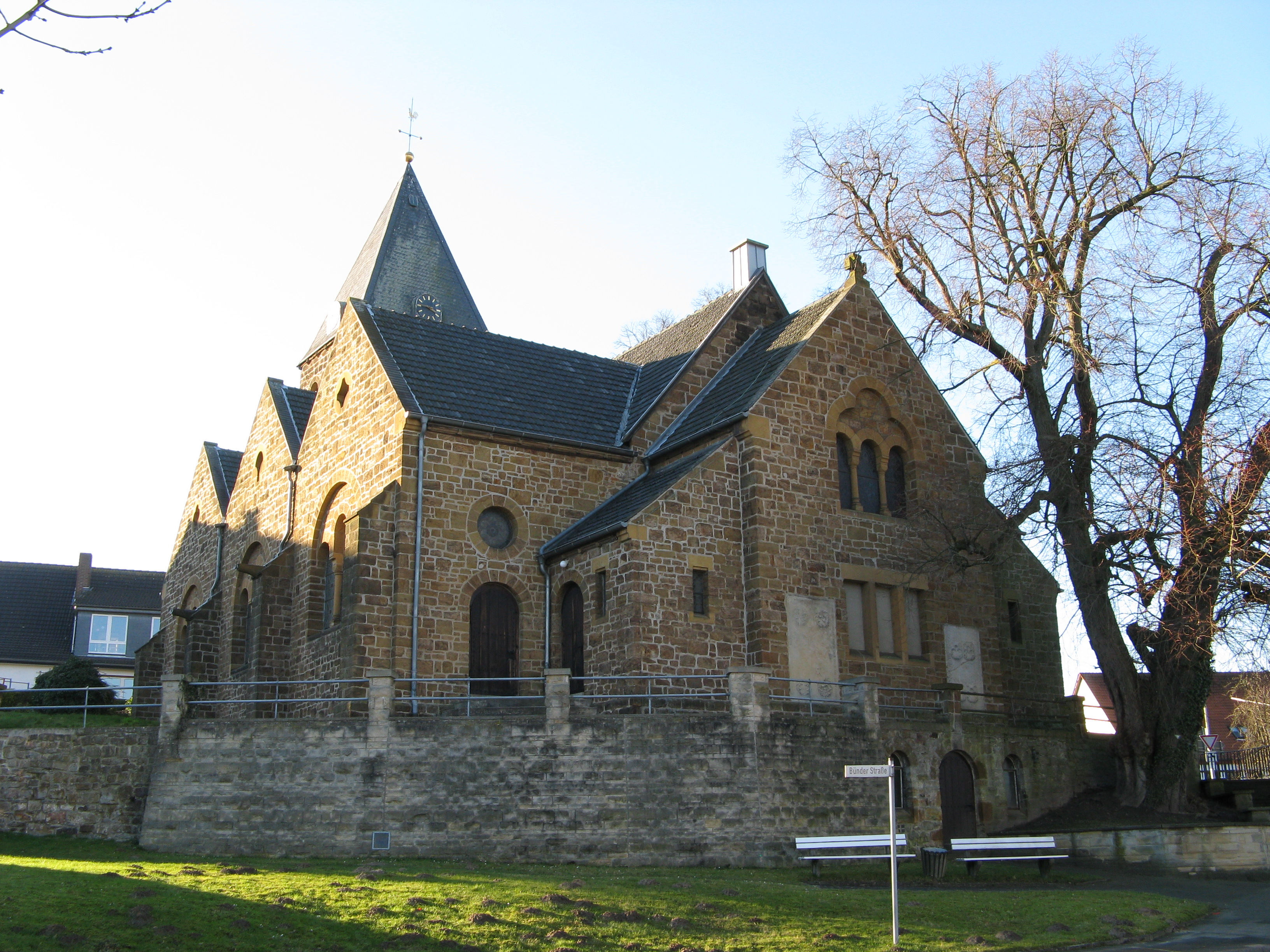
Evang.-lutherse kerk te Bad Holzhausen